# Hemerodromia sinclairi
Hemerodromia sinclairi är en tvåvingeart som beskrevs av James David Macdonald 1998. Hemerodromia sinclairi ingår i släktet Hemerodromia och familjen dansflugor. Inga underarter finns listade i Catalogue of Life.